# 阿森納槍械Strike One手槍
阿森納槍械“STRIKE ONE” 手槍（英語：Arsenal Firearms "Strike One"，也被簡稱為：AF1）是一款由義大利阿森納槍械於2012年推出的聚合物或7075鋁合金製擊針平移式半自動手槍 。該槍在俄語中被稱為“Стриж”（Strizh），為“迅速”或“雨燕”的意思。

## 設計
Strike One手槍採用一種沿自伯格曼-貝亞德手槍的閉鎖系統。跟常見的白朗寧系統不同，它的槍管在閉鎖過程當中不會傾斜，而是由一個Y型的部件在後座期間把槍管和槍栓鎖住，並在中途放開，把槍管釋放。然後在槍管停止動作後槍栓繼續向後移動，把彈殼退出來並重新上膛，回膛途中Y型部件令槍管和槍栓重新接合並向前推進。有別於運用傾斜式槍管的手槍，採用伯格曼系統的手槍由於在開膛和回膛期間都是以一條直線進行，因此有利於提升武器的射擊精度。Strike One手槍主要為發射各種高膛壓子彈而設計，它能夠發射俄式9×19毫米7N21和7N31彈，這些彈藥的性能跟.357 SIG相近。該槍將會有多個口徑可供選擇，包括：9×19毫米帕拉貝倫、9×21毫米IMI、.357 SIG和.40 S&W。目前並沒有大量關於希望推出10毫米自動彈或.45 ACP口徑型的意見，反而生產商正考慮該否生產.38超級彈口徑型，原因是這種彈藥在義大利境內相當流行（義大利法律上禁止平民擁有口徑跟軍隊和警察一致的槍械）。另有一種長槍管型（300毫米）可供選擇。一種全自動版本亦被提供了給俄羅斯聯邦軍隊作測試。
與大部份半自動手槍相比，Strike One手槍的膛軸較低，其槍管的中心軸與握把頂部的距離只有12 mm（0.47英寸），這樣能夠在射擊時減低約30％的槍口上揚，有利於提升精度。而其他9毫米帕拉貝倫口徑的手槍都有著更高的膛軸，例如：卡拉卡爾F型 18 mm（0.71英寸）、格洛克17 20 mm（0.79英寸）、Tanfoglio手槍 30 mm（1.18英寸）、HK USP緊湊型 32 mm（1.26英寸）、貝瑞塔92和貝瑞塔Px4緊湊型 34 mm（1.34英寸）。

## Stryk衍生型
在2016年的SHOT Show，阿森納槍械宣佈他們將會跟“突出槍械”（Salient Arms International）及“主要彈藥”（Prime Ammunition）合作生產Strike One手槍的衍生型，“Stryk”手槍。它將由突出槍械於美國境內生產，並分別命名為“Stryk-A”（全尺寸型）和“Stryk-B”（緊湊型），這些手槍的成本都比起原槍低廉，而且還保持著更大的利潤率。從投產前的原型槍可看出它們都具備可跟格洛克手槍通用的瞄具、更好的握把表面和人體工學，不同的滑套輪廓以及其他改動。而Stryk-B則以一個15發容量的彈匣供彈。2018年，因商標問題，阿森納槍械公司的美國分公司改名為“阿希爾安槍械公司”（Archon Firearms），故目前Stryk手槍的衍生型由該公司生產。

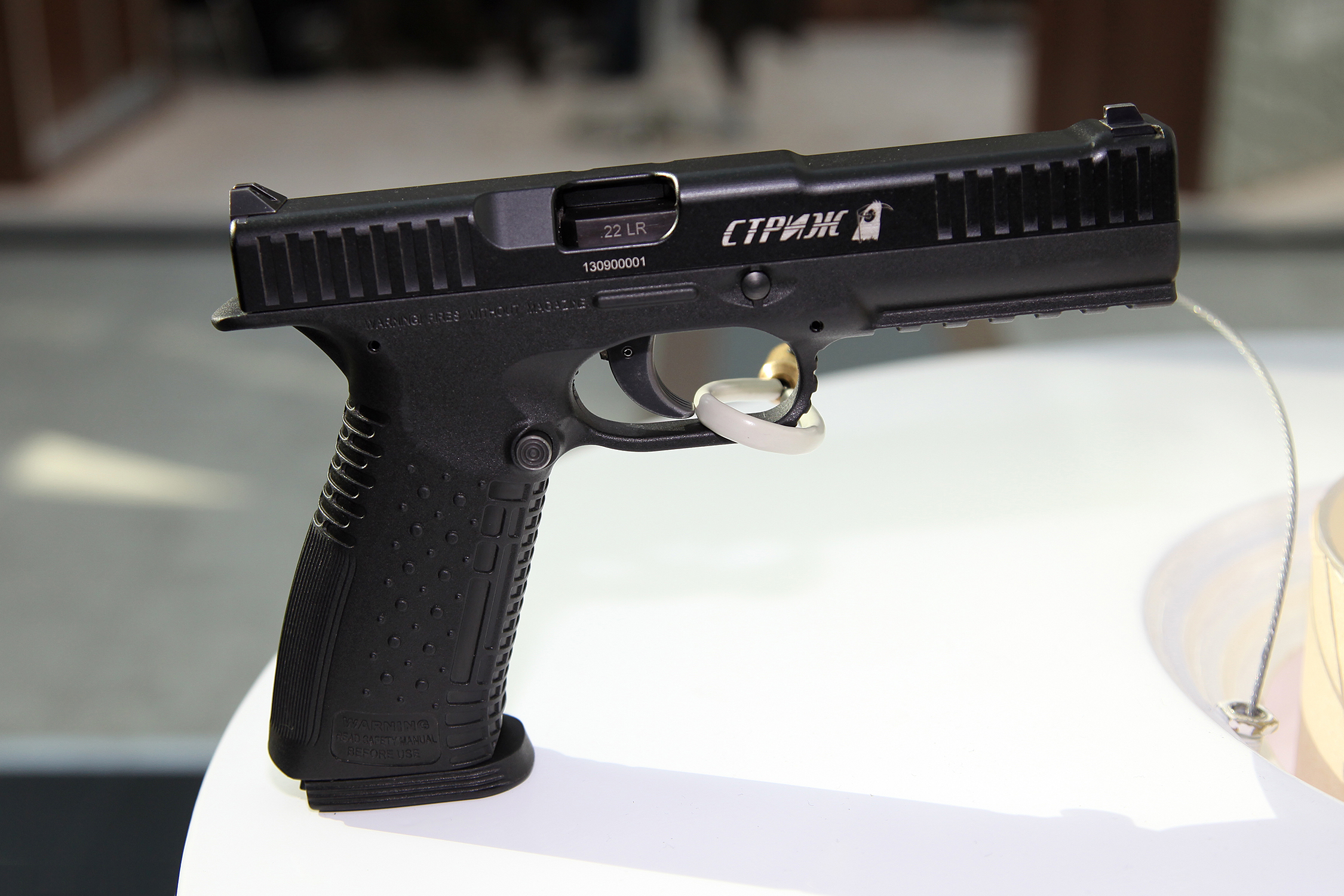
.22 LR Strizh-Strike One.
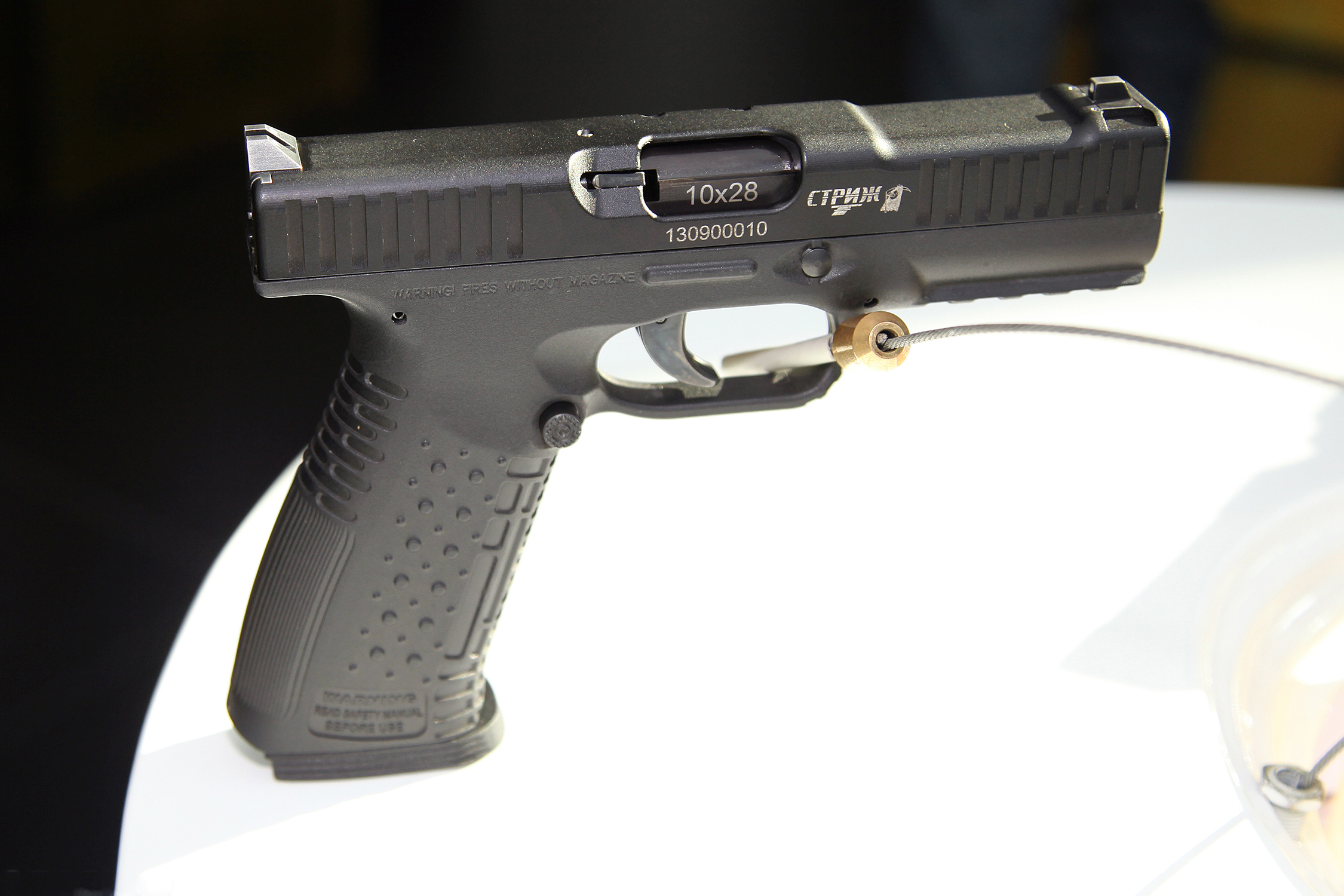
10mm Auto Strizh-StrikeOne.

## 使用國
- 俄羅斯
  - 聯邦安全局特種部隊單位[8]

## 登場作品

### 電影
- 2017年—：型號為Strike One，會裝上抑制器，由卡西恩（凡夫俗子飾演）所使用。

### 電子遊戲
- 2016年—《重製版》：於2017年5月2日新增到遊戲內，為Strike One和Stryk-B的混合槍，且具備MP-443烏鴉式手槍的特徵，命名為“Prokolot”，只於聯機模式出現，奇怪的設定為三發點放。

### 動畫
- 2018年—《刀劍神域外傳Gun Gale Online》：由“SHINC”小隊所使用。

### 小說
- 2014年—《刀劍神域外傳Gun Gale Online》：由“SHINC”小隊所使用。

## 外部連結
- 维基共享资源上的相關多媒體資源：阿森納槍械Strike One手槍